# 裕西街道
裕西街道，是中华人民共和国河北省石家庄市桥西区一个已撤销的街道办事处，2013年，石家庄市人民政府批复同意撤销裕西街道，将其所辖行政区域划归南长街道。